# Gautier Capuçon
Gautier Capuçon (3. září 1981 Chambéry) je francouzský violoncellista.

## Životopis
Narodil se v savojském Chambéry jako nejmladší ze tří sourozenců. Jeho starším bratrem je houslista Renaud Capuçon.
Ve čtyřech se začal učit hře na violoncello, nejprve soukromě, pak na Národní hudební škole v Chambéry, kde absolvoval s první cenou ve hře na cello i na klavír.
V Chambéry ho slyšela i Annie Cochetová-Zakineová, která ho vzala do Paříže a přihlásila do vyšší konzervatoře (CNR). Tu absolvoval v roce 1997 s první cenou. Následně se stal žákem Philippa Mullera na pařížské konzervatoři (CNSMP), kterou opět absolvoval s první cenou (2000). Nakonec ještě studoval u Heinricha Schiffa na Univerzitě hudebních a dramatických umění ve Vídni.
V letech 1997 až 1998 působil v Orchestru mladých Evropského společenství a také v Mahlerově orchestru mladých, pod vedením např. Bernarda Haitinka, Pierre Bouleze nebo Claudia Abbada.
Po ukončení studií se etabloval jako přední sólista. Se zájmem se ale věnuje také komorní hudbě, nezřídka společně se svým bratrem.

## Violoncello
Capuçonovým hlavním nástrojem je zapůjčené violoncello z roku 1701, které postavil Matteo Goffriller, dále hraje na nástroj od Josepha Contrerase z roku 1746 zapůjčený od BSI.

## Ocenění
- První cena, Mezinárodní soutěž Ravelovy hudební akademie v Saint-Jean-de-Luz, 1998
- První cena, Mezinárodní violoncellová soutěž Andrého Navarry v Toulouse, 1999
- Victoires de la Musique Classique v kategorii Nový talent roku, 2001
- Cena Borletti-Buitoni Trust, 2004
- Echo Classics Award v kategorii nejlepší mladý umělec roku, 2004
- Echo Classics Award v kategorii nejlepší nahrávka komorní hudby 20. a 21. století roku, 2007
- Echo Classics Award v kategorii nejlepší koncertní nahrávka roku, 2010/2011
- Echo Classics Award v kategorii komorn (category: Chamber Music Recording of the Year (19th Century)/Mixed Ensemble)) Germany, 2012

## Diskografie
Gautier Capuçon má uzavřenou exkluzivní smlouvu s nakladatelstvím Virgin Classics. V roce 2015 také nahrával pro Erato. Nahrál koncerty Dvořáka (2009), Herberta (druhý), Haydna (komplet) a Šostakoviče (komplet), Brahmsův dvojkoncert, Čajkovského Variace na rokokové téma, Prokofjevovu Sinfonii concertante a řadu komorních děl Ravela, Saint Saënse, Brahmse (klavírní tria), Schuberta, Faurého a dalších.
Jako častý host luganského festivalu Martha Argerich & Friends, pořádaného klavíristkou Marthou Argerichovou, také často účinkuje na nahrávkách živých koncertů této přehlídky vydávaných společností EMI.